# 樊廷緒
樊廷绪（18世纪?—19世纪?），字端書，號寓沙，清朝浙江会稽（今浙江绍兴）人。
樊家世传儒业。樊廷绪為乾隆甲寅（1794年）舉人，官至富阳县训导。樊與陆文籀齐名，寫有《十景诗》，著有《四书释地补》一卷、《四书释地续补》一卷、《四书释地又续补》一卷、《四书释地三续补》三卷等。